# محمد رحمت
محمد رحمت (بالملايوية: Mohamed bin Rahmat)‏ هو سياسي ماليزي، ولد في 4 يناير 1938 في جوهر في ماليزيا، وتوفي في 2010 في كوالالمبور في ماليزيا. نشط حزبياً في المنظمة الوطنية الملاوية المتحدة. وقد انتخب عضو ديوان الرعية ‏.